# Alphonse Groothaert
Alphonse Groothaert, né à Anvers le 11 mars 1860 et décédé après 1922, est un architecte belge de la période Art nouveau qui fut actif à Bruxelles et à Arlon.

## Biographie
Alphonse Groothaert a suivi les cours de l’architecte Pauli à l’Académie royale de Gand.
Après avoir réalisé quelques immeubles de style « Art nouveau floral », Alphonse Groothaert assista l'architecte munichois von Schmidt de 1904 à 1911 pour terminer la façade et les tours de l'église néogothique Notre-Dame de Laeken (à la suite de Joseph Poelaert, Auguste Payen, Antoine Trappeniers et Louis De Curte).

## Réalisations remarquables
La plus belle réalisation Art nouveau d'Alphonse Groothaert est l'hôtel de maître situé au n° 583-585 du boulevard de Smet de Nayer à Laeken.
|  |  |  |

## Immeubles de style « Art nouveau floral » teinté d'éclectisme
- 1895 : maison du sculpteur Paul Joseph Thimotée, avenue Ducpétiaux 67[1]

façade polychrome faite de briques blanches et rouges et surmontée d'un beau sgraffite occupant toute la largeur de la façade
- 1898 : maison de commerce, Marché aux Légumes 1 à Arlon (sgraffites)[2]
- 1910 : avenue Richard Neybergh 172 à Laeken (briques et sgraffites malheureusement masqués par une couche de peinture)[2]
- 1913 : double hôtel de maître, boulevard de Smet de Nayer 583-585 à Laeken

belle façade en pierre de taille ornée de superbes oriels surmontés de personnages en bas-relief
motifs de feuilles de marronnier omniprésents (porte, fenêtres, bas-relief séparant les deux bâtiments...)

## Immeubles de style éclectique
- 1898 : place Collignon, 3-5 (néo-Renaissance flamande)[2]
- 1902 : avenue du Pont du Luttre 185 (sgraffites)[2]
- 1906 : rue Delaunoy 94 (style néoclassique)[2]
- 1904-1911 : Église Notre-Dame de Laeken (style néogothique)